# Język tagalski
Język tagalski, tagalog – jeden z najważniejszych języków na Filipinach (oficjalny standard tego języka nazywa się filipino). Należy do grupy języków filipińskich w ramach podrodziny języków malajsko-polinezyjskich, wchodzącej w skład rodziny języków austronezyjskich. Jest jednym z blisko 200 języków, którymi posługują się mieszkańcy Archipelagu Filipińskiego. Jest to język ojczysty znaczącej części mieszkańców centralnych rejonów Filipin; używa go około 24 miliony osób.
Pierwotnie do zapisu języka starotagalskiego używano siedemnastu znaków graficznych (pismo baybayin). Trzy z nich przedstawiały pięć występujących w tym języku samogłosek. Oryginalne zabytki tego pisma w zasadzie do dzisiejszych czasów nie przetrwały. Postępujący od momentu przybycia na wyspy Hiszpanów proces latynizacji pisma spowodował, że stare alfabety były stopniowo wypierane. Obecnie tagalski jest zapisywany przy użyciu alfabetu łacińskiego.
Pierwszą książką drukowaną w tym języku była wydana w 1593 Doctrina Christiana en lengua española y tagala. Gramatykę języka tagalskiego jako pierwszy opracował dominikanin Francisco de San José w pracy Arte y reglas de la lengua tagala, wydanej w 1610 w Manili. Trzy lata później ukazał się słownik autorstwa Pedra de San Bonaventury Vocabulario de la lengua tagala. Prasa tagalska ma swoje początki w drugiej połowie XIX wieku, wraz z tytułami takimi jak „El Pasig” czy „Diariong Tagalog”. Fundamentalne znaczenie dla języka tagalskiego ma wydana w 1940 Gramatyka języka narodowego, autorstwa pracowników Instytutu Języka Narodowego w Manili.

## Morfologia
W języku tagalskim występuje złożona morfologia czasownika. Rzeczowniki są nieodmienne. Liczbę mnogą tworzy się, dodając przed rzeczownikiem partykułę mga (wymowa: „manna”): mga bata (dzieci).

## Składnia
W języku tagalskim na pierwszym miejscu zdania stoi zwykle remat (nowa informacja), na przykład Malaki ang bahay niya (Duży dom jego = Jego dom jest duży); John ang pangalan ko (John imię moje = Mam na imię John); Si Gng. Garcia ang guro ko (Pani Garcia nauczycielka moja = Moją nauczycielką jest pani Garcia).
Przeczenie tworzy się za pomocą partykuły hindi: Hindi malaki ang bahay (Nie duży ten dom = Ten dom nie jest duży). Pytanie tworzy się za pomocą partykuły ba: Malaki ba ang bahay? (Duży czy ten dom = Czy ten dom jest duży?).